# Нувориш
Нуво́ри́ш (з фр. nouveau riche — «новий багатій»), розм. новобага́тько — людина, яка швидко розбагатіла й піднялась у статусі до вищого класу. Соціологія описує нових багатіїв як чоловіка або жінку, що раніше належали до нижчого соціального класу й економічного рангу в цьому класі, а також «нові гроші» — що є її або його ознакою багатства та надають їм висхідну соціальну мобільність, засоби для показного споживання, покупку товарів і послуг, що свідчать про членство у вищих колах. Зазвичай має зневажливий відтінок, виокремлює окремий соціальний шар усередині вищого класу, яскраві ознаки якого — вульгарність та демонстративна розкіш, відсутність досвіду цінностей «старих грошей», неаристократичне походження.

## Історія
Термін з'явився ще в Стародавній Греції (близько 8 століття до н. е. — 7 століття н. е.). У 6 столітті до нашої ери, поет і аристократ Феогнид з Мегари писав, як «в колишні часи, були племені, які не знали ні законів, ні манер … Тепер ці люди аристократи, а колишня знать — сміття». У Римській республіці термін «Homo Novus» («Нова Людина») мав подібний підтекст.

## Соціальний статус
Соціальний статус визначається у відношенні до багатства і влади, яку надавало багатство. Таким чином, узаконені вищі, правлячі класи «. . . їхнє правило — утвердження статусу і честі, і моральної переваги.» Правлячі класи заявляють про перевагу багатства у спадок по «крові. . . і концепцію чудового виховання». Нові багатії протиставлені людям соціального класу старих грошей; і спадкоємності поколінь, успадкованому багатству, для того, щоб підкреслити культуру, систему цінностей і соціальні відмінності між двома групами у класі.
Старі сімейні зв'язки, традиційні претензії статусу, не характерні новим багатіям, вони їх заперечують і зрештою змінюють соціальні традиції і цінності, такі, як інститут дебютантів та їхній дебют у суспільстві. Дивлячись на зростання числа дебютантів, соціальна цінність дебюту змістилася від «соціальний стан родинної еліти і давні родинні традиції» на «символічне значення як елемент стилю життя вищого класу». Ця зміна визнавала високе соціальне становище, які вкорінила нових багатіїв через інститут дебютантів. Соціальна інтеграція цих елітних сект відбувається вкрай повільно і мляво, що це породжує та посилює стереотипи. Цей показник інтеграції стане ще красномовнішим: нові багатії будуть "визначатися за звичайною … групою походження; це основа для поділу між групами. Крім того, відокремлена на меншість нових багатіїв спонукає їх «встановити пріоритетність питань радикальної справедливості, громадянських свобод та релігійної терпимості в порівнянні з чисто економічною особистою вигодою»

## Міжкласові стереотипи
Нових багатіїв часто називають парвеню, їх зневажають члени клубу «старих грошей», оскільки вони «не мають належного походження». Ці новачки економічної свободи можуть піддаватися ретельному контролю через відсутність історичного престижу, нових багатіїв характеризують, як «неотесаних» і «некультурних». Поведінка нових багатіїв часто піддається сатирі в американському суспільстві, «це означає, що скопійовані стереотипи, а не реальні моделі поведінки». Багато хто стверджував, що у нових багатіїв «відсутній політичний та культурний досвід», інші — що старі багатії «більш досвідчені, ніж менш космополітичні нові багатії». Ці припущення у подальшому увічнили відмінності між ними і призвели до ще більших стереотипів, що тривали понад століття.